# TRAGEDY
「TRAGEDY」（トラジェディ）は、KAT-TUNの25作目のシングル曲。2016年2月10日にJ Stormから発売された。

## 概要
前作「KISS KISS KISS」から約11ヶ月振りのリリース。初回限定盤1・2、通常盤の3形態での発売。
表題曲は、読売テレビ・日本テレビ系 アニメ『金田一少年の事件簿R』のオープニングテーマであり、同グループにとって初のアニメタイアップシングルでもある。
初回限定盤2・通常盤に収録されているカップリング曲「熱くなれ」は、日本テレビ系 プロ野球中継『次の瞬間、熱くなれ。』のイメージソング・『Going!Sports&News』のテーマソングである。
初回限定盤1のDVDには、表題曲のビデオ・クリップ+メイキングを収録。CDには、「TOKYO STARRY」のカップリング曲を収録。
初回限定盤2のDVDには、「熱くなれ」のビデオ・クリップ+メイキングを収録。
通常盤には、「FEATHERS」と「TWILIGHT」のカップリング2曲に加え、オリジナル・カラオケ2曲を収録。

## 予約先着特典

### 初回限定盤1
KAT-TUN・ポスターカレンダー (Type1)

### 初回限定盤2
KAT-TUN・ポスターカレンダー (Type2)

### 通常盤
KAT-TUN・ポスターカレンダー (Type3)

## 封入特典

### 初回限定盤1
歌詞ブックレット(16P)

### 初回限定盤2・通常盤
歌詞カード(8面)

## チャート成績
- 2016年2月22日付のオリコン週間CDシングルランキングで初週12.9万枚を売り上げ、初登場1位を獲得した。これにより、連続首位獲得記録を25作連続に伸ばした[3]。また、今作はアニメタイアップ作品となったために、同グループとしては、デビュー10周年にして初めてアニメ部門も制覇する形となった。
- ビルボードのHot Animationにおいても、A応P「全力バタンキュー」を抑え、KAT-TUNとしては初めて1位を獲得した[4]。
- オリコンにおける登場回数は12回[5]。累計は14.5万枚となり[6]、KAT-TUNのシングル作品としては最も累計が少ない[7]。

## 収録曲

### CD

#### 通常盤・初回限定盤2
※「FEATHERS」以降、通常盤のみ収録。
1. TRAGEDY
作詞：FOREST YOUNG、作曲：Shunsuke Harada・TKMZ、編曲：Shunsuke Harada
  - 読売テレビ・日本テレビ系アニメ『金田一少年の事件簿R』オープニングテーマ
2. 熱くなれ
作詞：RUCCA、作曲：King of slick・KOUDAI IWATSUBO、編曲：King of slick
  - 日本テレビ系『Going!Sports&News』テーマソング
  - 日本テレビ系プロ野球中継「次の瞬間、熱くなれ。」イメージソング
3. FEATHERS
作詞：KAHLUA、作曲：Albi Albertsson・Leon Palmen・Carlos Okabe、編曲：MUSSASHI
4. TWILIGHT
作詞：25→graffiti、作曲：Hanif Sabzevari・Peo Dahl・KOUDAI IWATSUBO、編曲：Billy Marx Jr.
5. TRAGEDY（オリジナル・カラオケ）
6. 熱くなれ（オリジナル・カラオケ）

#### 初回限定盤1
1. TRAGEDY
2. TOKYO STARRY
作詞：RUCCA、作曲：King of slick・TAKAROT、編曲：TAKAROT・Shinji Tanaka

### DVD

#### 初回限定盤1
1. TRAGEDY（ビデオ・クリップ＋メイキング）

#### 初回限定盤2
1. 熱くなれ（ビデオ・クリップ＋メイキング）